# Paysage d'Alger
Paysage d'Alger est un tableau réalisé par le peintre français Henri Rousseau en 1880. Cette huile sur toile est un paysage urbain qui représente Alger  et son port dans le style naïf caractéristique de l'artiste, lequel n'étant jamais allé en Algérie française, s'est aidé de gravures pour reconstituer une vue. Il fait figurer au premier plan de celle-ci des nomades armés profitant d'un temps de repos pour fumer la pipe à côté de leur dromadaire. Vendue chez Christie's pour 385 000 € en mai 2012, l'œuvre est conservée au sein d'une collection privée.